# Clemens August von Galen

Blazonul de cardinal al episcopului Clemens August von Galen

Clemens August von Galen (n. 16 martie 1878, Dinklage — d. 22 martie 1946, Münster) a fost un episcop romano-catolic german care s-a ridicat împotriva ororilor săvârșite de regimul nazist. Pentru curajul cu care i s-a opus lui Adolf Hitler, a fost supranumit „Leul din Münster”. În anul 1946 a fost ridicat la demnitatea de cardinal. În anul 2005 a fost beatificat.

## Viața
Clemens August von Galen s-a născut la 16 martie 1878, la Burg Dinklage, în Oldenburg, ca fiu al contelui Ferdinand Heribert von Galen, politician creștin-democrat, deputat în Reichstag din 1874 până în 1903.
După studiile gimnaziale, Clemens August a urmat cursurile de filozofie la Fribourg (Elveția) și cele de teologie la Innsbruck și Münster, fiind hirotonit preot la 18 martie 1904. În anul 1906 a devenit capelan al bisericii "Sf. Matthias" din Berlin, iar în anul 1919 a fost numit paroh la aceeași biserică. În anul 1929 a fost numit paroh la biserica "Sf. Lambert" din Münster, iar la 28 octombrie 1933 a fost consacrat episcop al Diecezei de Münster.
Activitatea sa pastorală s-a desfășurat sub semnul credinței creștine, care i-a oferit puterea de a se opune regimului nazist și ideologiei național-socialiste. În predici și scrisori pastorale, episcopul de Münster a denunțat discriminările existente și nedreptățile săvârșite de regimul nazist. 
În ianuarie 1937 episcopul Clemens August von Galen a fost invitat la Roma de papa Pius al XI-lea pentru o analiză a situației din Germania și pregătirea enciclicii Mit brennender Sorge (14 martie 1937).
În trei predici fulminante ținute în zilele de 13, 20 iulie și 3 august 1941, episcopul Clemens von Galen a denunțat gravele nedreptăți și crimele comise de regimul lui Adolf Hitler, primind supranumele „Leul din Münster”. La 18 februarie 1946 papa Pius al XII-lea l-a numit în Colegiul Cardinalilor. Întors la Münster la 16 martie, a fost primit de credincioși cu mult entuziasm. În data de 22 martie 1946 cardinalul von Galen a decedat în urma unei boli. Zece ani mai târziu (22 octombrie 1956), episcopul Michael Keller a inițiat procesul său de beatificare. Cu ocazia călătoriei în Germania, în luna mai 1987, papa Ioan Paul al II-lea a vizitat catedrala din Münster și s-a rugat la mormântul cardinalului.
Din predica rostită de episcopul Clemens von Galen în 13 iulie 1941 în biserica "Sfântul Lambert":
„Un stat care permite ca oameni nevinovați să fie pedepsiți, își subminează autoritatea și respectul pentru suveranitatea proprie în conștiința cetățenilor.”

### Cărți
- Bischof Clemens August Graf von Galen: Akten, Briefe und Predigten, 1933–1946; bearbeitet von Peter Löffler, Matthias-Grünewald, Mainz 1988. ISBN 3-7867-1394-4 (Rezension in englischer Sprache von John S. Conway, Januar 1997, bei H-Net Reviews)
- Max Bierbaum: Nicht Lob, nicht Furcht. Das Leben des Kardinals von Galen nach unveröffentlichten Briefen und Dokumenten. Regensberg, Münster 1955
- Stefania Falasca: The bishops and the coup. 30Days, Januarheft 2005 Onlineausgabe Arhivat în 4 aprilie 2005, la Wayback Machine.
- Irmgard Klocke: Kardinal von Galen. Der Löwe von Münster. Pattloch, München 1978, ISBN 3-557-91154-3
- Heinrich Portmann: Der Bischof von Münster – Das Echo eines Kampfes für Gottesrecht und Menschenrecht. Aschendorf, Münster 1947.
- Heinrich Portmann: Kardinal von Galen – Ein Gottesmann Seiner Zeit. Aschendorf Münster, 1948.

### Audio
- Geschichtsort Villa ten Hompel, LWL-Medienzentrum für Westfalen (Hrsg.): Clemens August Graf von Galen. Tonzeugnisse des „Löwen von Münster“. Landschaftsverband Westfalen-Lippe, Münster 2007, ISBN 978-3-923432-67-7